# Rugby 7 na Letnich Igrzyskach Olimpijskich 2020 – turniej kobiet
Żeński turniej rugby 7 w ramach Letnich Igrzysk Olimpijskich 2020 odbył się w dniach 29–31 lipca 2021 na Ajinomoto Stadium w Tokio i rywalizowało w nim dwanaście reprezentacji.
Pierwszy dzień z kompletem zwycięstw zakończyły cztery reprezentacje, choć Nowozelandki musiały odrobić dużą stratę w meczu z Brytyjkami, natomiast niespodzianką była łatwa wygrana Fidżi nad Kanadą. W swoich grupach zwyciężyły zespoły USA, Nowej Zelandii i Francji, zaś Fidżyjki kontynuowały dobrą passę eliminując obrończynie tytułu – Australijki – w ćwierćfinałach. Następnie w półfinale uległy Nowozelandkom, jednak dopiero po dogrywce, w drugim zaś Francuzki okazały się lepsze od Brytyjek. Mistrzyniami olimpijskimi zostały reprezentantki Nowej Zelandii, które w finale pokonały Francję, brązowy medal zdobyła zaś reprezentacja Fidżi, a był on jednocześnie pierwszym żeńskim medalem dla tego kraju.
Najwięcej przyłożeń zdobyła reprezentantka Fidżi Reapi Uluinasau, która wraz z Nowozelandką Tyla Nathan-Wong zwyciężyła ex aequo w klasyfikacji punktowej.
World Rugby opublikowała następnie podsumowanie statystyczno-analityczne zawodów.

## Informacje ogólne
Wyłonione we wcześniejszych kwalifikacjach reprezentacje zostały podzielone na trzy czterozespołowe grupy według wyników osiągniętych w poprzednich dwóch sezonach World Rugby Women’s Sevens Series oraz innych turniejach usankcjonowanych przez World Rugby. W pierwszej fazie rywalizowały one systemem kołowym, po czym ustalony został ranking przed fazą pucharową, a pierwsze osiem zespołów awansowało do ćwierćfinałów. Areną zawodów był Ajinomoto Stadium, noszący podczas igrzysk nazwę Tokyo Stadium.
Lista arbitrów wyznaczonych do sędziowania turnieju została ogłoszona 16 kwietnia 2021 roku, na sto dni przed rozpoczęciem zawodów, ich wyznaczanie do poszczególnych spotkań odbywało się w przeddzień meczów. Składy i charakterystyki zespołów.

## Zakwalifikowane drużyny
| Kwalifikacja                                  | Data                                   | Gospodarz | Miejsca | Zakwalifikowani                                  |
| --------------------------------------------- | -------------------------------------- | --------- | ------- | ------------------------------------------------ |
| Gospodarz                                     | –                                      | –         | 1       | Japonia                                          |
| World Rugby Women’s Sevens Series (2018/2019) | 20 października 2018 – 16 czerwca 2019 |           | 4       | Australia Kanada Nowa Zelandia Stany Zjednoczone |
| CONSUR Women’s Sevens 2019 (VI)               | 1–2 czerwca 2019                       | Peru      | 1       | Brazylia                                         |
| RAN Women’s Sevens 2019                       | 6–7 lipca 2019                         | Kajmany   | 0–1     | –                                                |
| Europejski turniej kwalifikacyjny             | 13–14 lipca 2019                       | Rosja     | 1       | Wielka Brytania                                  |
| Mistrzostwa Afryki 2019                       | 12–13 października 2019                | Tunezja   | 1       | Kenia                                            |
| Mistrzostwa Oceanii 2019                      | 7–9 listopada 2019                     | Fidżi     | 1       | Fidżi                                            |
| Azjatycki turniej kwalifikacyjny              | 9–10 listopada 2019                    | Chiny     | 1       | Chiny                                            |
| Światowy turniej kwalifikacyjny               | 20–21 czerwca 2020                     | Monako    | 1–2     | Francja Rosja                                    |
| Razem                                         |                                        |           | 12      |                                                  |

## Grupy
| Grupa A                     | Grupa B  | Grupa C           |
| --------------------------- | -------- | ----------------- |
| Kenia                       | Brazylia | Australia         |
| Nowa Zelandia               | Fidżi    | Chiny             |
| Rosyjski Komitet Olimpijski | Francja  | Japonia           |
| Wielka Brytania             | Kanada   | Stany Zjednoczone |

## Faza grupowa

### Grupa A
| 29 lipca 202111:00 | Rosyjski Komitet Olimpijski | 12:14 | Wielka Brytania | Tokyo Stadium, Chōfu Sędzia: Lauren Jenner |
| 29 lipca 202111:00 |                             | 12:14 |                 | Tokyo Stadium, Chōfu Sędzia: Lauren Jenner |

| 29 lipca 202111:30 | Nowa Zelandia | 29:7 | Kenia | Tokyo Stadium, Chōfu Sędzia: Sara Cox |
| 29 lipca 202111:30 |               | 29:7 |       | Tokyo Stadium, Chōfu Sędzia: Sara Cox |

| 29 lipca 202118:30 | Nowa Zelandia | 26:21 | Wielka Brytania | Tokyo Stadium, Chōfu Sędzia: Amy Perrett |
| 29 lipca 202118:30 |               | 26:21 |                 | Tokyo Stadium, Chōfu Sędzia: Amy Perrett |

| 29 lipca 202119:00 | Rosyjski Komitet Olimpijski | 35:12 | Kenia | Tokyo Stadium, Chōfu Sędzia: Tyler Miller |
| 29 lipca 202119:00 |                             | 35:12 |       | Tokyo Stadium, Chōfu Sędzia: Tyler Miller |

| 30 lipca 202111:00 | Wielka Brytania | 31:0 | Kenia | Tokyo Stadium, Chōfu Sędzia: Lauren Jenner |
| 30 lipca 202111:00 |                 | 31:0 |       | Tokyo Stadium, Chōfu Sędzia: Lauren Jenner |

| 30 lipca 202113:00 | Nowa Zelandia | 33:0 | Rosyjski Komitet Olimpijski | Tokyo Stadium, Chōfu Sędzia: Hollie Davidson |
| 30 lipca 202113:00 |               | 33:0 |                             | Tokyo Stadium, Chōfu Sędzia: Hollie Davidson |

### Grupa B
| 29 lipca 202109:00 | Francja | 12:5 | Fidżi | Tokyo Stadium, Chōfu Sędzia: Hollie Davidson |
| 29 lipca 202109:00 |         | 12:5 |       | Tokyo Stadium, Chōfu Sędzia: Hollie Davidson |

| 29 lipca 202109:30 | Kanada | 33:0 | Brazylia | Tokyo Stadium, Chōfu Sędzia: Adam Jones |
| 29 lipca 202109:30 |        | 33:0 |          | Tokyo Stadium, Chōfu Sędzia: Adam Jones |

| 29 lipca 202116:30 | Kanada | 12:26 | Fidżi | Tokyo Stadium, Chōfu Sędzia: Sara Cox |
| 29 lipca 202116:30 |        | 12:26 |       | Tokyo Stadium, Chōfu Sędzia: Sara Cox |

| 29 lipca 202117:00 | Francja | 40:5 | Brazylia | Tokyo Stadium, Chōfu Sędzia: Madeleine Putz |
| 29 lipca 202117:00 |         | 40:5 |          | Tokyo Stadium, Chōfu Sędzia: Madeleine Putz |

| 30 lipca 202109:00 | Fidżi | 41:5 | Brazylia | Tokyo Stadium, Chōfu Sędzia: Selica Winiata |
| 30 lipca 202109:00 |       | 41:5 |          | Tokyo Stadium, Chōfu Sędzia: Selica Winiata |

| 30 lipca 202109:30 | Kanada | 0:31 | Francja | Tokyo Stadium, Chōfu Sędzia: Tevita Rokovereni |
| 30 lipca 202109:30 |        | 0:31 |         | Tokyo Stadium, Chōfu Sędzia: Tevita Rokovereni |

### Grupa C
| 29 lipca 202110:00 | Stany Zjednoczone | 28:14 | Chiny | Tokyo Stadium, Chōfu Sędzia: Selica Winiata |
| 29 lipca 202110:00 |                   | 28:14 |       | Tokyo Stadium, Chōfu Sędzia: Selica Winiata |

| 29 lipca 202110:30 | Australia | 48:0 | Japonia | Tokyo Stadium, Chōfu Sędzia: Julianne Zussman |
| 29 lipca 202110:30 |           | 48:0 |         | Tokyo Stadium, Chōfu Sędzia: Julianne Zussman |

| 29 lipca 202117:30 | Australia | 26:10 | Chiny | Tokyo Stadium, Chōfu Sędzia: Tevita Rokovereni |
| 29 lipca 202117:30 |           | 26:10 |       | Tokyo Stadium, Chōfu Sędzia: Tevita Rokovereni |

| 29 lipca 202118:00 | Stany Zjednoczone | 17:7 | Japonia | Tokyo Stadium, Chōfu Sędzia: Paulo Duarte |
| 29 lipca 202118:00 |                   | 17:7 |         | Tokyo Stadium, Chōfu Sędzia: Paulo Duarte |

| 30 lipca 202110:00 | Chiny | 29:0 | Japonia | Tokyo Stadium, Chōfu Sędzia: Adam Jones |
| 30 lipca 202110:00 |       | 29:0 |         | Tokyo Stadium, Chōfu Sędzia: Adam Jones |

| 30 lipca 202110:30 | Australia | 12:14 | Stany Zjednoczone | Tokyo Stadium, Chōfu Sędzia: Julianne Zussman |
| 30 lipca 202110:30 |           | 12:14 |                   | Tokyo Stadium, Chōfu Sędzia: Julianne Zussman |

## Faza pucharowa

### Mecze o miejsca 1–8
|  |                             |                             |                   |                   |                   |                             |                             |                     |               |                 |                 |                 |                   |                   |                   |           |           |           |  |  |               |               |               |
|  | Mecz o 5. miejsce           | Mecz o 5. miejsce           | Mecz o 5. miejsce |                   |                   | Mecze o miejsca 5-8         | Mecze o miejsca 5-8         | Mecze o miejsca 5-8 |               |                 | Ćwierćfinały    | Ćwierćfinały    | Ćwierćfinały      |                   |                   | Półfinały | Półfinały | Półfinały |  |  | Finał         | Finał         | Finał         |
|  | Mecz o 5. miejsce           | Mecz o 5. miejsce           | Mecz o 5. miejsce |                   |                   | Mecze o miejsca 5-8         | Mecze o miejsca 5-8         | Mecze o miejsca 5-8 |               |                 | Ćwierćfinały    | Ćwierćfinały    | Ćwierćfinały      |                   |                   | Półfinały | Półfinały | Półfinały |  |  | Finał         | Finał         | Finał         |
|  |                             |                             |                   |                   |                   |                             | 30 lipca 2021               |                     |               |                 |                 |                 |                   |                   |                   |           |           |           |  |  |               |               |               |
|  |                             |                             |                   |                   |                   |                             |                             |                     |               |                 |                 |                 |                   |                   |                   |           |           |           |  |  |               |               |               |
|  | Nowa Zelandia               | Nowa Zelandia               | 36                |                   |                   |                             |                             |                     |               |                 |                 |                 |                   |                   |                   |           |           |           |  |  |               |               |               |
|  | Nowa Zelandia               | Nowa Zelandia               | 36                |                   |                   |                             |                             |                     |               |                 |                 |                 |                   |                   |                   |           |           |           |  |  |               |               |               |
|  | 31 lipca 2021               | 31 lipca 2021               | 31 lipca 2021     |                   |                   | Rosyjski Komitet Olimpijski | Rosyjski Komitet Olimpijski | 0                   |               |                 | 31 lipca 2021   | 31 lipca 2021   | 31 lipca 2021     |                   |                   |           |           |           |  |  |               |               |               |
|  | 31 lipca 2021               | 31 lipca 2021               | 31 lipca 2021     |                   |                   | Rosyjski Komitet Olimpijski | Rosyjski Komitet Olimpijski | 0                   |               |                 | 31 lipca 2021   | 31 lipca 2021   | 31 lipca 2021     |                   |                   |           |           |           |  |  |               |               |               |
|  | Rosyjski Komitet Olimpijski | Rosyjski Komitet Olimpijski | 7                 |                   |                   |                             | Nowa Zelandia               | Nowa Zelandia       | 22            |                 |                 |                 |                   |                   |                   |           |           |           |  |  |               |               |               |
|  | Rosyjski Komitet Olimpijski | Rosyjski Komitet Olimpijski | 7                 |                   |                   |                             | Nowa Zelandia               | Nowa Zelandia       | 22            |                 |                 |                 |                   |                   |                   |           |           |           |  |  |               |               |               |
|  |                             |                             | Australia         | Australia         | 35                |                             |                             | 30 lipca 2021       | 30 lipca 2021 | 30 lipca 2021   |                 |                 | Fidżi             | Fidżi             | 17                |           |           |           |  |  |               |               |               |
|  |                             |                             |                   | Australia         | 35                |                             |                             | 30 lipca 2021       | 30 lipca 2021 | 30 lipca 2021   |                 |                 | Fidżi             | Fidżi             | 17                |           |           |           |  |  |               |               |               |
|  |                             |                             |                   | Fidżi             | Fidżi             | 14                          |                             |                     |               |                 |                 |                 |                   |                   |                   |           |           |           |  |  |               |               |               |
|  |                             |                             |                   | Fidżi             | Fidżi             | 14                          |                             |                     |               |                 |                 |                 |                   |                   |                   |           |           |           |  |  |               |               |               |
|  | 31 lipca 2021               | 31 lipca 2021               | 31 lipca 2021     |                   |                   | Australia                   | Australia                   | 12                  |               |                 | 31 lipca 2021   | 31 lipca 2021   | 31 lipca 2021     |                   |                   |           |           |           |  |  |               |               |               |
|  | 31 lipca 2021               | 31 lipca 2021               | 31 lipca 2021     |                   |                   |                             | Australia                   | 12                  |               |                 | 31 lipca 2021   | 31 lipca 2021   | 31 lipca 2021     |                   |                   |           |           |           |  |  |               |               |               |
|  | Australia                   | Australia                   | 17                |                   |                   |                             | Nowa Zelandia               | Nowa Zelandia       | 26            |                 |                 |                 |                   |                   |                   |           |           |           |  |  |               |               |               |
|  | Australia                   | Australia                   | 17                |                   |                   |                             |                             |                     | 26            |                 |                 |                 |                   |                   |                   |           |           |           |  |  |               |               |               |
|  | Stany Zjednoczone           | Stany Zjednoczone           | 7                 |                   |                   | 30 lipca 2021               | 30 lipca 2021               | 30 lipca 2021       |               |                 | Francja         | Francja         | 12                |                   |                   |           |           |           |  |  |               |               |               |
|  | Stany Zjednoczone           | Stany Zjednoczone           | 7                 |                   |                   | 30 lipca 2021               | 30 lipca 2021               | 30 lipca 2021       |               |                 |                 | Francja         | 12                |                   |                   |           |           |           |  |  |               |               |               |
|  |                             |                             |                   | Stany Zjednoczone | Stany Zjednoczone | 12                          |                             |                     |               |                 |                 |                 |                   |                   |                   |           |           |           |  |  |               |               |               |
|  |                             |                             |                   | Stany Zjednoczone | Stany Zjednoczone | 12                          |                             |                     |               |                 |                 |                 |                   |                   |                   |           |           |           |  |  |               |               |               |
|  | 31 lipca 2021               | 31 lipca 2021               | 31 lipca 2021     |                   |                   | Wielka Brytania             | Wielka Brytania             | 21                  |               |                 | 31 lipca 2021   | 31 lipca 2021   | 31 lipca 2021     |                   |                   |           |           |           |  |  |               |               |               |
|  | 31 lipca 2021               | 31 lipca 2021               | 31 lipca 2021     |                   |                   | Wielka Brytania             | Wielka Brytania             | 21                  |               |                 | 31 lipca 2021   | 31 lipca 2021   | 31 lipca 2021     |                   |                   |           |           |           |  |  |               |               |               |
|  | Mecz o 7. miejsce           | Mecz o 7. miejsce           | Mecz o 7. miejsce | Stany Zjednoczone | Stany Zjednoczone | 33                          |                             |                     |               | Wielka Brytania | Wielka Brytania | 19              | Mecz o 3. miejsce | Mecz o 3. miejsce | Mecz o 3. miejsce |           |           |           |  |  |               |               |               |
|  | Mecz o 7. miejsce           | Mecz o 7. miejsce           | Mecz o 7. miejsce | Stany Zjednoczone | Stany Zjednoczone | 33                          |                             |                     |               | Wielka Brytania | Wielka Brytania | 19              | Mecz o 3. miejsce | Mecz o 3. miejsce | Mecz o 3. miejsce |           |           |           |  |  |               |               |               |
|  | 31 lipca 2021               | 31 lipca 2021               | 31 lipca 2021     |                   |                   | Chiny                       | Chiny                       | 14                  |               |                 | 30 lipca 2021   | 30 lipca 2021   | 30 lipca 2021     |                   |                   | Francja   | Francja   | 26        |  |  | 31 lipca 2021 | 31 lipca 2021 | 31 lipca 2021 |
|  | 31 lipca 2021               | 31 lipca 2021               | 31 lipca 2021     |                   |                   | Chiny                       | Chiny                       | 14                  |               |                 | 30 lipca 2021   | 30 lipca 2021   | 30 lipca 2021     |                   |                   | Francja   | Francja   | 26        |  |  | 31 lipca 2021 | 31 lipca 2021 | 31 lipca 2021 |
|  | Rosyjski Komitet Olimpijski | Rosyjski Komitet Olimpijski | 10                |                   |                   |                             | Francja                     | Francja             | 24            |                 |                 |                 | Fidżi             | Fidżi             | 21                |           |           |           |  |  |               |               |               |
|  | Rosyjski Komitet Olimpijski | Rosyjski Komitet Olimpijski | 10                |                   |                   |                             | Francja                     | Francja             | 24            |                 |                 |                 | Fidżi             | Fidżi             | 21                |           |           |           |  |  |               |               |               |
|  | Chiny                       | Chiny                       | 22                |                   |                   | Chiny                       | Chiny                       | 10                  |               |                 | Wielka Brytania | Wielka Brytania | 12                |                   |                   |           |           |           |  |  |               |               |               |
|  | Chiny                       | Chiny                       | 22                |                   |                   | Chiny                       | Chiny                       | 10                  |               |                 |                 | Wielka Brytania | 12                |                   |                   |           |           |           |  |  |               |               |               |

| 30 lipca 202117:30 | Nowa Zelandia | 36:0 | Rosyjski Komitet Olimpijski | Tokyo Stadium, Chōfu Sędzia: Sara Cox |
| 30 lipca 202117:30 |               | 36:0 |                             | Tokyo Stadium, Chōfu Sędzia: Sara Cox |

| 30 lipca 202119:30 | Francja | 24:10 | Chiny | Tokyo Stadium, Chōfu Sędzia: Hollie Davidson |
| 30 lipca 202119:30 |         | 24:10 |       | Tokyo Stadium, Chōfu Sędzia: Hollie Davidson |

| 30 lipca 202118:30 | Fidżi | 14:12 | Australia | Tokyo Stadium, Chōfu Sędzia: Paulo Duarte |
| 30 lipca 202118:30 |       | 14:12 |           | Tokyo Stadium, Chōfu Sędzia: Paulo Duarte |

| 30 lipca 202119:00 | Stany Zjednoczone | 12:21 | Wielka Brytania | Tokyo Stadium, Chōfu Sędzia: Amy Perrett |
| 30 lipca 202119:00 |                   | 12:21 |                 | Tokyo Stadium, Chōfu Sędzia: Amy Perrett |

| 31 lipca 202111:00 | Nowa Zelandia | 22:17 | Fidżi | Tokyo Stadium, Chōfu Sędzia: Amy Perrett |
| 31 lipca 202111:00 |               | 22:17 |       | Tokyo Stadium, Chōfu Sędzia: Amy Perrett |

| 31 lipca 202111:30 | Wielka Brytania | 19:26 | Francja | Tokyo Stadium, Chōfu Sędzia: Paulo Duarte |
| 31 lipca 202111:30 |                 | 19:26 |         | Tokyo Stadium, Chōfu Sędzia: Paulo Duarte |

| 31 lipca 202118:00 | Nowa Zelandia | 26:12 | Francja | Tokyo Stadium, Chōfu Sędzia: Sara Cox |
| 31 lipca 202118:00 |               | 26:12 |         | Tokyo Stadium, Chōfu Sędzia: Sara Cox |

| 31 lipca 202117:30 | Fidżi | 21:12 | Wielka Brytania | Tokyo Stadium, Chōfu Sędzia: Paulo Duarte |
| 31 lipca 202117:30 |       | 21:12 |                 | Tokyo Stadium, Chōfu Sędzia: Paulo Duarte |

Mecze o miejsca 5-8
| 31 lipca 202110:30 | Stany Zjednoczone | 33:14 | Chiny | Tokyo Stadium, Chōfu Sędzia: Adam Jones |
| 31 lipca 202110:30 |                   | 33:14 |       | Tokyo Stadium, Chōfu Sędzia: Adam Jones |

| 31 lipca 202110:00 | Rosyjski Komitet Olimpijski | 7:35 | Australia | Tokyo Stadium, Chōfu Sędzia: Selica Winiata |
| 31 lipca 202110:00 |                             | 7:35 |           | Tokyo Stadium, Chōfu Sędzia: Selica Winiata |

| 31 lipca 202117:00 | Australia | 17:7 | Stany Zjednoczone | Tokyo Stadium, Chōfu Sędzia: Julianne Zussman |
| 31 lipca 202117:00 |           | 17:7 |                   | Tokyo Stadium, Chōfu Sędzia: Julianne Zussman |

| 31 lipca 202116:30 | Rosyjski Komitet Olimpijski | 10:22 | Chiny | Tokyo Stadium, Chōfu Sędzia: Lauren Jenner |
| 31 lipca 202116:30 |                             | 10:22 |       | Tokyo Stadium, Chōfu Sędzia: Lauren Jenner |

### Mecze o miejsca 9–12
|  |               |           |           |                    |    |                   |                   |                   |
|  | Półfinały     | Półfinały | Półfinały |                    |    | Mecz o 9. miejsce | Mecz o 9. miejsce | Mecz o 9. miejsce |
|  | Półfinały     | Półfinały | Półfinały |                    |    | Mecz o 9. miejsce | Mecz o 9. miejsce | Mecz o 9. miejsce |
|  | 30 lipca 2021 |           |           |                    |    |                   |                   |                   |
|  |               |           |           |                    |    |                   |                   |                   |
|  | Kanada        | Kanada    | 45        |                    |    |                   |                   |                   |
|  | Kanada        | Kanada    | 45        | 31 lipca 2021      |    |                   |                   |                   |
|  | Brazylia      | Brazylia  | 0         |                    |    |                   |                   |                   |
|  | Brazylia      | Brazylia  | 0         |                    |    | Kanada            | Kanada            | 24                |
|  | 30 lipca 2021 |           |           |                    |    | Kanada            | Kanada            | 24                |
|  |               |           | Kenia     | Kenia              | 10 |                   |                   |                   |
|  | Kenia         | Kenia     | Kenia     | Kenia              | 10 | 21                |                   |                   |
|  | Kenia         | Kenia     |           |                    |    |                   |                   |                   |
|  | Japonia       | Japonia   | 17        |                    |    |                   |                   |                   |
|  | Japonia       | Japonia   | 17        | Mecz o 11. miejsce |    |                   |                   |                   |
|  |               |           |           |                    |    |                   |                   |                   |
|  | 31 lipca 2021 |           |           |                    |    |                   |                   |                   |
|  |               |           |           |                    |    |                   |                   |                   |
|  | Brazylia      | Brazylia  | 21        |                    |    |                   |                   |                   |
|  | Brazylia      | Brazylia  | 21        |                    |    |                   |                   |                   |
|  | Japonia       | Japonia   | 12        |                    |    |                   |                   |                   |
|  | Japonia       | Japonia   | 12        |                    |    |                   |                   |                   |

| 30 lipca 202116:30 | Kanada | 45:0 | Brazylia | Tokyo Stadium, Chōfu Sędzia: Tyler Miller |
| 30 lipca 202116:30 |        | 45:0 |          | Tokyo Stadium, Chōfu Sędzia: Tyler Miller |

| 30 lipca 202117:00 | Kenia | 21:17 | Japonia | Tokyo Stadium, Chōfu Sędzia: Madeleine Putz |
| 30 lipca 202117:00 |       | 21:17 |         | Tokyo Stadium, Chōfu Sędzia: Madeleine Putz |

| 31 lipca 202109:30 | Kanada | 24:10 | Kenia | Tokyo Stadium, Chōfu Sędzia: Tevita Rokovereni |
| 31 lipca 202109:30 |        | 24:10 |       | Tokyo Stadium, Chōfu Sędzia: Tevita Rokovereni |

| 31 lipca 202109:00 | Brazylia | 21:12 | Japonia | Tokyo Stadium, Chōfu Sędzia: Sara Cox |
| 31 lipca 202109:00 |          | 21:12 |         | Tokyo Stadium, Chōfu Sędzia: Sara Cox |

## Klasyfikacja końcowa
| Miejsce | Reprezentacja               |
| ------- | --------------------------- |
| złoto   | Nowa Zelandia               |
| srebro  | Francja                     |
| brąz    | Fidżi                       |
| 4       | Wielka Brytania             |
| 5       | Australia                   |
| 6       | Stany Zjednoczone           |
| 7       | Chiny                       |
| 8       | Rosyjski Komitet Olimpijski |
| 9       | Kanada                      |
| 10      | Kenia                       |
| 11      | Brazylia                    |
| 12      | Japonia                     |

## Medaliści[57]
| Mistrz | Wicemistrz | III miejsce |
| --- | --- | --- |
| Nowa Zelandia Portia Woodman Sarah Hirini Ruby Tui Tyla Nathan Wong Theresa Fitzpatrick Stacey Fluhler Michaela Blyde Alena Saili Risaleaana Pouri-Lane Kelly Brazier Gayle Broughton Shiray Kaka Tenika WillisonAllan Bunting | Francja Coralie Bertrand Anne-Cécile Ciofani Caroline Drouin Camille Grassineau Lina Guerin Fanny Horta Shannon Izar Chloé Jacquet Carla Neisen Séraphine Okemba Chloé Pelle Jade Ulutule Nassira KondeChristophe Reigt | Fidżi Rusila Nagasau Rejieli Daveua Sesenieli Donu Vasiti Solikoviti Reapi Uluinasau Lavenia Tinai Viniana Riwai Ana Naimasi Alowesi Nakoci Laisana Likuceva Roela Radiniyavuna Lavena Cavuru Ana Maria RoqicaSaiasi Fuli |